# ビス(ピリジン)ヨードニウムテトラフルオロボラート
ビス(ピリジン)ヨードニウムテトラフルオロボラート（英語: bis(pyridine)iodonium tetrafluoroborate）または、バルエンガ試薬（英語: Barluenga's reagent）は、スペインの化学者ホセ・バルエンガにちなんで命名されたマイルドなヨウ素化試薬である。市販品としては、シリカゲルに担持されたテトラフルオロホウ酸銀(I)の存在下で、ヨウ素とピリジンを反応させることで合成できる。